# Getijde (waterbeweging)

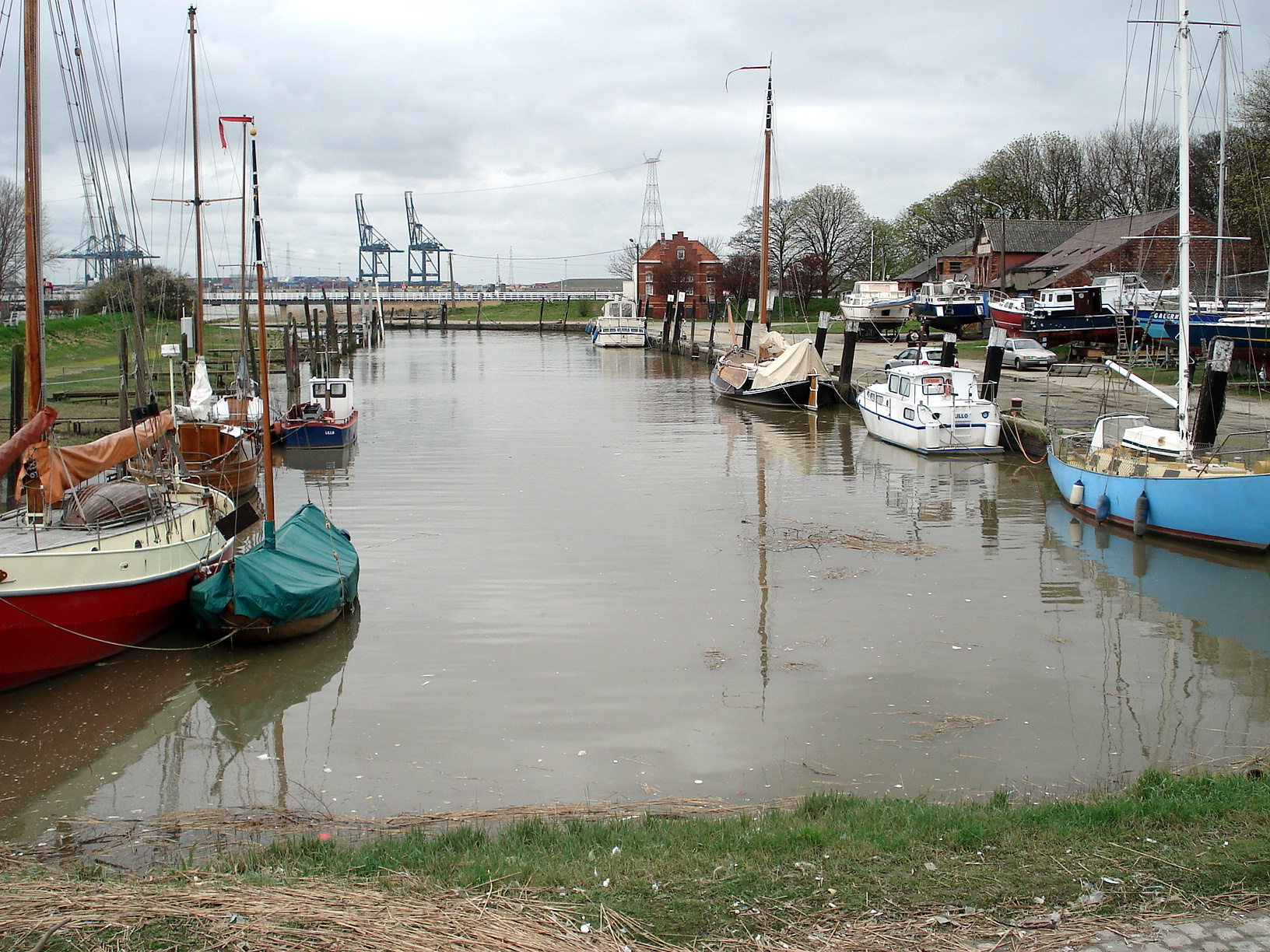
Getijhaventje van Lillo bij hoogwater, 3 april 2008 (5 dagen na Laatste Kwartier, gemiddeld tij)

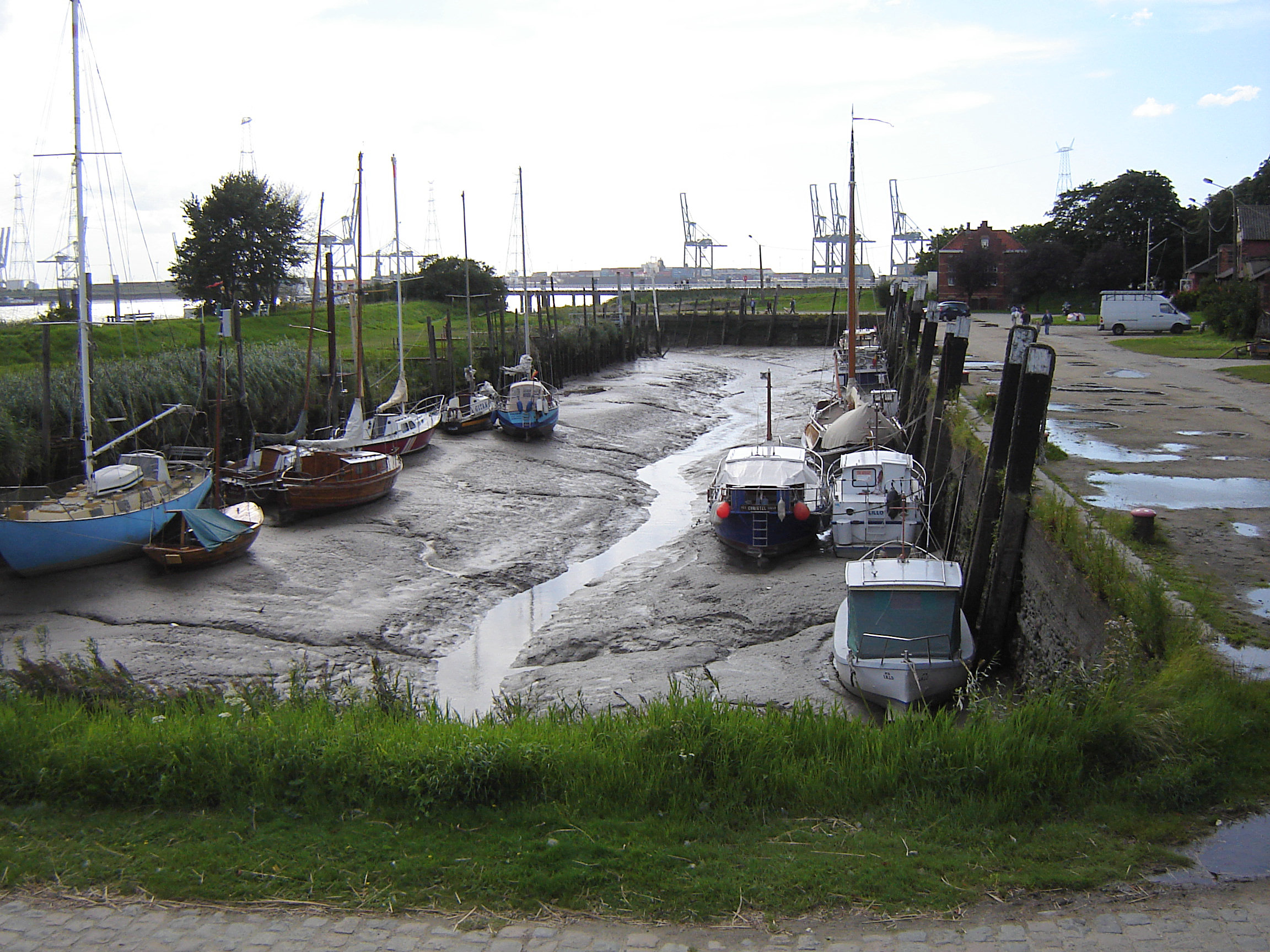
Getijhaventje van Lillo bij laagwater, 8 augustus 2008 (tijdens Eerste Kwartier, bijna doodtij)

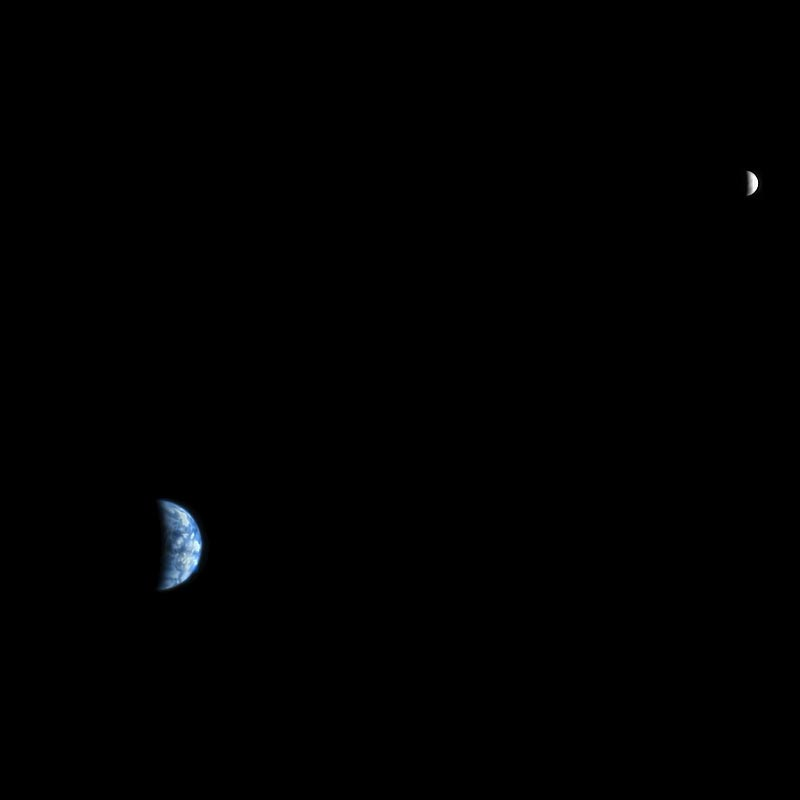
Aarde en maan, gezien vanaf Mars

Het getijde, tij of getij is de periodieke wisseling van de waterstand, en de daarmee samenhangende getijstroom, die op Aarde optreedt als gevolg van de zwaartekracht van de Maan en, in mindere mate, die van de Zon. Deze verklaring van het verschijnsel werd in 1687 voor het eerst door Isaac Newton gegeven. Newtons theorie werd in 1740 door Daniel Bernoulli uitgebreid tot het evenwichtsgetij, dat ten onrechte vaak aan Newton zelf wordt toegeschreven. In 1776 werd de theorie door Pierre-Simon Laplace verder uitgebouwd tot een dynamische theorie van het getij, waarmee in principe het gedrag van ieder deeltje onder invloed van een veranderende getijdenkracht en op een draaiende aarde voorspeld moet kunnen worden. Belangrijke bijdragen aan de analyse en het voorspellen van het getij werden geleverd door William Thomson (Lord Kelvin) in 1867, George Howard Darwin in 1899 en Arthur Thomas Doodson in 1921.
Doordat het getij op een locatie bepaald wordt door veel factoren, waaronder de afstand van de locatie tot de evenaar, de waterdiepte, en de aanwezigheid en vorm van landmassa's, vertoont het van plaats tot plaats grote verschillen. De getijvormen worden grofweg onderverdeeld in dubbeldaags getij, enkeldaags getij, en gemengd getij. De waterstand die daadwerkelijk optreedt wordt daarnaast niet alleen door het getij maar ook door weersomstandigheden als luchtdruk en wind bepaald.

## Definities
- De periode van het stijgen van het water heet vloed of opkomend tij, die van het dalen eb of afgaand tij.
- De maximale waterhoogte heet hoogwater of hoogtij, de minimale hoogte laagwater of laagtij.
- Wanneer de getijkrachten van Zon en Maan dezelfde richting hebben en zo elkaar versterken, is de amplitude van het getij het grootst; dit wordt springtij genoemd. Wanneer de genoemde getijkrachten haaks op elkaar staan en elkaar verzwakken, is het verschil tussen hoogwater en laagwater het kleinst, en wordt van doodtij gesproken.

## Geschiedenis
Al ruim voor onze jaartelling waren mensen in staat rekening te houden met het getij of er zelfs gebruik van te maken. Het tot nu toe oudst bekende voorbeeld is een getijdendok bij Lothal in India. Reeds tijdens de oudheid was bekend dat het getij samenhangt met de positie van de Maan. Plinius de Oudere kon in 77 AD al een vrij nauwkeurige beschrijving van de verschijnselen geven, waarbij hij zowel de Zon als de Maan als veroorzakers noemde. De theorie is daarna lange tijd niet uitgebreid of verbeterd. Pas in de vroegmoderne tijd gingen wetenschappers weer nadenken over de oorzaken van het verschijnsel. 
Galileo Galilei opperde in 1616 dat het getij veroorzaakt werd door het heen en weer klotsen van het water als gevolg van de twee bewegingen van de aarde: het draaien van de aarde om de zon én haar rotatie om haar eigen as. Deze verklaring is onjuist gebleken, in werkelijkheid hebben die twee bewegingen geen invloed. Sterker nog - de periode van het getij, bijna 25 uur, komt niet overeen met de omwentelingstijd van de aarde. Hij zag hierin een bewijs voor zijn thans wel als juist beschouwde theorie dat de aarde om de zon beweegt.
René Descartes stelde rond 1630 in zijn vortextheorie dat het getij veroorzaakt werd door de druk van de ether, een medium waarvan men dacht dat het heelal buiten de aardatmosfeer ermee gevuld was. De Aarde en de Maan zouden de vrije stroming van de ether belemmeren en daarmee een drukgolf veroorzaken die op zijn beurt de oorzaak was van het getij. Volgens William Gilbert was het de magnetische aantrekking tussen Aarde en Maan die het getij veroorzaakte. Deze theorie werd in 1651 postuum gepubliceerd.
De eerste die het getij verklaarde met behulp van de zwaartekracht, was Isaac Newton, in 1687. Newtons theorie werd later, in 1740, uitgebreid door Daniel Bernoulli. Hij was degene die er het evenwichtsgetij van maakte dat zo vaak aan Newton wordt toegeschreven. In 1776 stelde Laplace, met behulp van Newtons gravitatietheorie, als eerste een dynamische theorie van het getij op. Uit het werk van Laplace kwam onder andere naar voren dat de getijverwekkende kracht in verschillende componenten, elk met een eigen frequentie, ontleed kon worden. Met de ontwikkeling van de fourieranalyse door Joseph Fourier, in 1822, werd het mogelijk de afzonderlijke componenten te onderscheiden uit lange reeksen metingen aan het getij op een bepaalde plek. Daarmee kwam het voorspellen van het getijverloop voor plekken waar meetreeksen beschikbaar waren binnen bereik. Belangrijke bijdragen aan de theorie die de analyse en het voorspellen van het getij mogelijk maakt, werden geleverd door William Thomson (Lord Kelvin) in 1867, George Howard Darwin in 1899, en Arthur Thomas Doodson in 1921.

## Werking

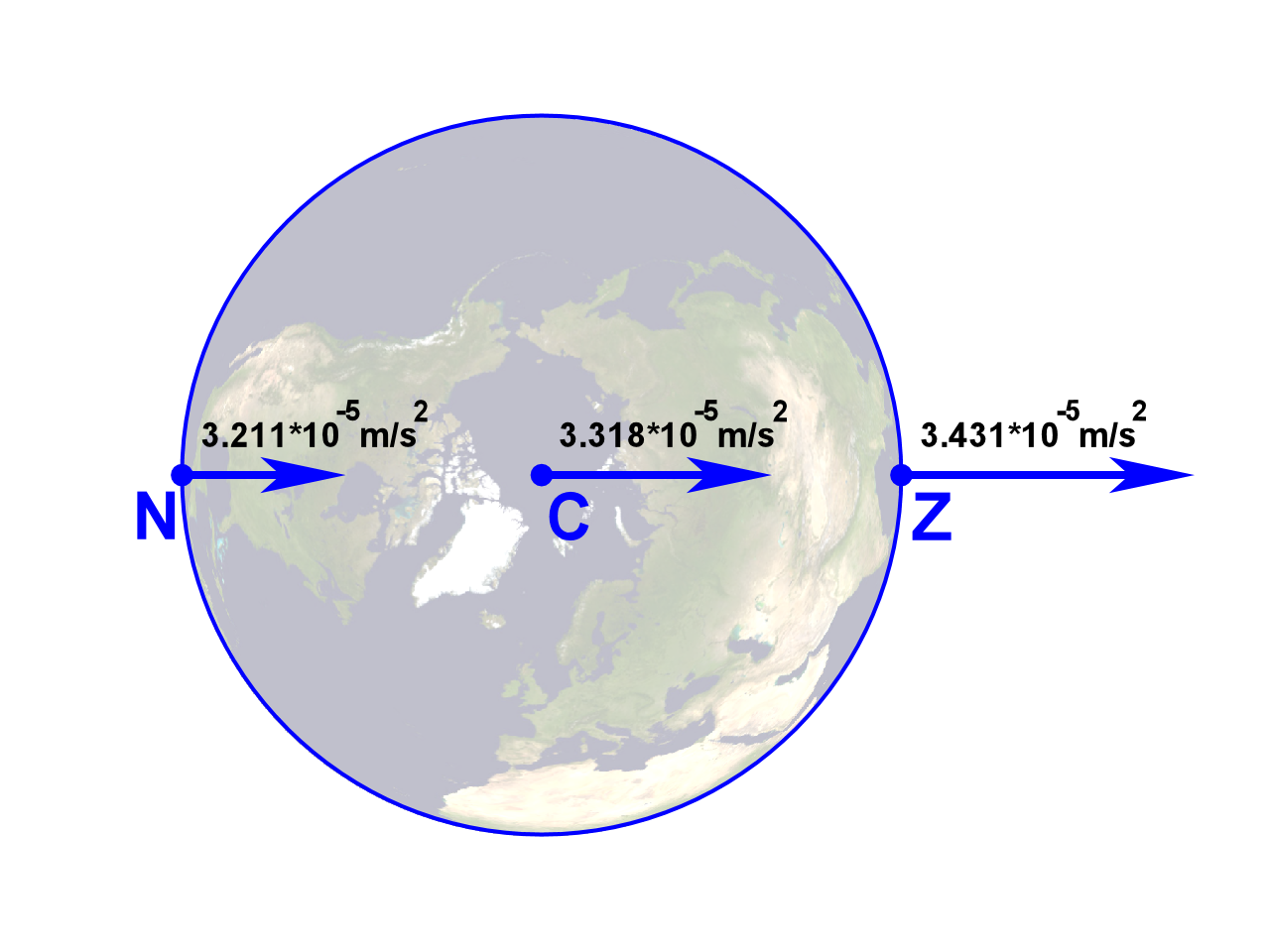
Verschillen in aantrekkingskracht van de Maan op Aarde: Z = plek waar Maan in het Zenit staat, N = Nadir, C = Centrum Aarde. De verschillen in lengte van de pijlen zijn sterk overdreven: de werkelijke versnelling van de kracht staat erbij.

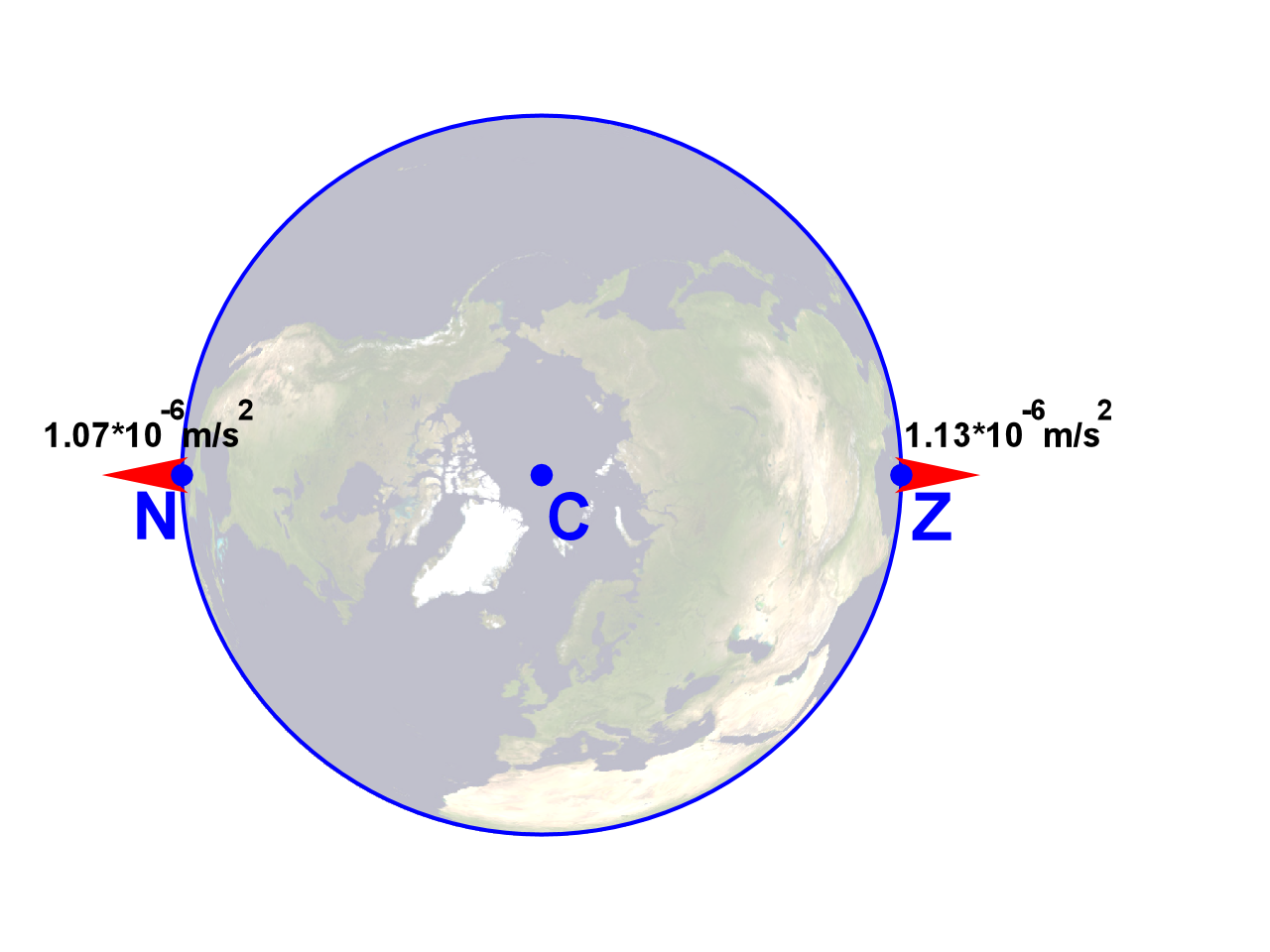
Verschillen tussen aantrekkingskracht van de Maan in het zenit en het nadir met die in het centrum van de Aarde, leiden tot resulterende krachten die van het centrum af gericht zijn. De versnelling van de resultante staat erbij, en is in de orde 10^{−6}m/s^{2}, bijna tien miljoen keer zo klein als de valversnelling aan het oppervlak van de aarde.

De getijdenkracht aan het aardoppervlak; M = richting Maan.

De zwaartekracht die een lichaam op een ander lichaam uitoefent is recht evenredig met de massa van het aantrekkende lichaam en omgekeerd evenredig met het kwadraat van de onderlinge afstand. Op de Aarde is de aantrekkingskracht van een ander lichaam, zoals de Maan, daardoor groter aan de kant waar dat lichaam in het zenit staat, en kleiner waar het in het nadir staat. Voor het getij zijn alleen de Maan en de Zon van belang; de invloed van andere hemellichamen is volstrekt verwaarloosbaar.
De aantrekkingskracht van de Maan en die van de Zon werken op de gehele Aarde. Afhankelijk van de plek op aarde variëren wél de exacte grootte en richting van die krachten. De krachten zijn te ontbinden in een component die gelijk is aan die in het middelpunt van de Aarde en een getijverwekkende kracht. De eerste component is homogeen verdeeld over de Aarde en beïnvloedt daardoor de vorm van de Aarde, inclusief het water, niet. De richting en grootte van de getijverwekkende kracht varieert wel over de Aarde.
De getijverwekkende kracht is op zijn beurt ook weer te ontbinden in een horizontale en een verticale component. De verticale component werkt in dezelfde richting als de zwaartekracht van de Aarde en laat een partikel op de aardkorst stijgen of dalen. Deze kracht is maximaal op de plek waar de Maan of de Zon in het toppunt of zenit Z en het voetpunt of nadir N staat, en minimaal op 90° daarvan. De horizontale component van de getijverwekkende kracht brengt een partikel op de aardkorst horizontaal in beweging. Deze kracht is het sterkst in de twee zones die op iets meer dan 54° van zenit en nadir liggen.
Door de aardrotatie verandert de oriëntatie van het krachtenveld ten opzichte van de Aarde doorlopend. Het gevolg is dat elk punt op aarde zich periodiek in een maximum van het krachtenveld bevindt en dan weer in een minimum ervan. Als het hemellichaam (Maan of Zon) in het vlak van de evenaar staat, dan zijn beide maxima en minima van het krachtenveld behorende bij dat hemellichaam gelijk. Staat het hemellichaam niet in het equatorvlak, dan geldt voor elk punt op aarde dat niet op de evenaar ligt dat het ene maximum groter is dan het andere. Het gevolg hiervan is de dagelijkse ongelijkheid: op dagen dat de Zon of Maan een grote noordelijke of zuidelijke declinatie kent, zijn de beide hoogwaterstanden op een dag niet aan elkaar gelijk. In theorie zou dat voornamelijk op grotere breedtes merkbaar moeten zijn maar doordat de getijgolf zich ook in noord-zuidrichting over de Aarde voortplant, kan de dagelijkse ongelijkheid overal optreden.
De totale getijdenkracht wordt veroorzaakt door de Maan en de Zon. De getijdenkracht is omgekeerd evenredig met de derde macht van de afstand en recht evenredig met de massa van het aantrekkende lichaam. De getijdenkracht van de Maan is daardoor ruim tweemaal zo groot als die van de Zon, zoals uit de hieronder te geven berekening zal blijken.

### Berekening van de getijdenkracht
De getijdenkracht is het gevolg van het verschil tussen de middelpuntzoekende kracht en de aantrekkingskracht op een willekeurig punt van een planeet. Twee objecten 1 en 2, met massa's m1  en m2 , en onderlinge afstand R (van centrum tot centrum), draaien beide om hun gemeenschappelijk zwaartepunt. Hierbij is de onderlinge aantrekkingskracht Fg  gelijk aan de middelpuntzoekende kracht Fmpz  die nodig is om beide objecten in een cirkelbaan om hun gemeenschappelijk zwaartepunt te houden. Dus:
{\displaystyle F_{\mathrm {mpz} }\ =\ F_{\mathrm {g} }\ =\ G{\frac {m_{1}m_{2}}{R^{2}}}}
waarin G de gravitatieconstante van Newton is.
Voor het berekenen van de getijdenkracht die object 2 veroorzaakt op object 1, is niet de totale aantrekkingskracht Fg  van belang, maar juist de verschillen in aantrekkingskracht door object 2 op verschillende plaatsen op object 1. Daardoor is ook niet de totale massa m1  van object 1 van belang maar alleen de straal r. In wat oudere, vooral Engelstalige, literatuur wordt vaak voor elk punt op of in object 1 de kracht op unit mass (1 kg) berekend. Daarmee wordt de waarde van de kracht getalsmatig even groot als de versnelling a van die kracht op dat punt. In plaats daarvan kan natuurlijk ook gewoon de versnelling a voor elk punt op of in object 1 berekend worden.
Op punt g1 , op het oppervlak van object 1 met straal r, dat het dichtst bij object 2 ligt, is de versnelling van de aantrekkingskracht door object 2 groter doordat daar de afstand tot object 2 kleiner is (R − r) dan de afstand tussen de centra van beide objecten (R). De middelpuntzoekende versnelling is echter overal op object 1 even groot. Dit leidt op punt g1  tot een netto versnelling ten opzichte van het centrum van object 1: de versnelling aT  van de getijdenkracht FT  :
{\displaystyle a_{\mathrm {T} }=a_{\mathrm {g_{1}} }-a_{\mathrm {g} }=G{\frac {m_{2}}{(R-r)^{2}}}\,-\,G{\frac {m_{2}}{R^{2}}}\ =\ Gm_{2}{\frac {R^{2}-(R-r)^{2}}{R^{2}(R-r)^{2}}}}
{\displaystyle =Gm_{2}{\frac {r(2R-r)}{R^{4}-2R^{3}r+R^{2}{r}^{2}}}}
Aangezien hier de straal r van object 1 heel veel kleiner is dan de afstand R tussen de twee objecten, kan men stellen dat
{\displaystyle R^{4}-2R^{3}r+R^{2}{r}^{2}\ \approx \ R^{4}}
en

{\displaystyle 2R-r\approx 2R}
Met deze vereenvoudiging is de netto versnelling op punt g1  ten opzichte van het centrum van object 1 dan:
{\displaystyle a_{\mathrm {T} }={\frac {2Gm_{2}r}{R^{3}}}}
In het punt op object 1 dat het verst van object 2 verwijderd is, is het precies andersom: hier is de versnelling van de aantrekkingskracht juist kleiner dan de middelpuntzoekende versnelling. Op dezelfde wijze berekend levert dit nogmaals de hierboven gegeven netto versnelling op, alleen in de tegenovergestelde richting. Over de totale doorsnee van object 1, gemeten in de richting van object 2, is het verschil in versnelling dan:
{\displaystyle a_{\mathrm {T} }={\frac {4Gm_{2}r}{R^{3}}}}
Voor het effect van de Maan op de Aarde, met
G = 6,67259 · 10−11 m3 kg−1 s−2 (gravitatieconstante van Newton volgens de IAU)
m2  = 7,34767 · 1022 kg (massa Maan)
r = 6,378136 · 106 m (equatoriale straal Aarde)
R = 3,844 · 108 m (gemiddelde afstand Aarde–Maan),
geeft dat als uitkomst dat de versnelling van de aantrekkingskracht door de Maan, gemeten in het nadir, 2,2022 · 10−6 m s−2 kleiner is dan die gemeten in het zenit. Ter vergelijking: de versnelling van de zwaartekracht is 9,81 m s−2.
Voor het effect van de Zon op de Aarde, met
m2  = 1,989 · 1030 kg (massa Zon)
R = 1,496 · 1011 m (gemiddelde afstand Aarde–Zon),
is die waarde 1,011 · 10−6 m s−2, 0,46 keer het effect van de Maan.

### Vervorming van de Aarde
De getijdenkracht werkt niet alleen op de zeeën maar ook op het land. De hele aarde wordt vervormd. De vervorming is gering maar wel meetbaar (in de orde van enkele decimeters). Door de stijfheid van de aardkorst kunnen de aardgetijden veel beter de posities van de Zon en de Maan volgen en lopen er daardoor slechts ongeveer twee uur mee uit de pas.
Met name als gevolg van het gebruik van GPS en de daarvoor benodigde nauwkeurige beschrijving van de exacte vorm van de Aarde, is er sinds het laatste decennium van de twintigste eeuw veel geodetisch onderzoek gedaan, waarbij ook veel meer bekend is geworden over de getijden van de aardkorst.

### Vertraging van de aardrotatie
Doordat de getijden wrijving veroorzaken, wordt de draaiing van de Aarde om haar as steeds verder vertraagd, en wordt de dag steeds langer. Bij de maan heeft dit er al toe geleid dat de rotatie om haar as zo veel vertraagd is dat die nu even snel is als de revolutie van dat hemellichaam om de aarde. De maan toont altijd dezelfde zijde aan de aarde, wat ook wel synchrone rotatie wordt genoemd.
Met het afnemen van de rotatiesnelheid van de Aarde hangt direct samen dat de Maan langzaamaan verder van de Aarde af komt te staan.

## Evenwichtstheorie
Een lichaam met een massa zo groot als die van bijvoorbeeld de Aarde, neemt als gevolg van de zwaartekracht van zijn eigen massa een bolvorm aan. Een tweede massa die groot en nabij genoeg is, zoals de Maan of de Zon, trekt de Aarde door de getijdenkracht juist in één richting uit elkaar. Zolang de Aarde niet binnen de Rochelimiet van het getijverwekkende lichaam komt, neemt ze een vorm aan waarbij de twee genoemde effecten juist met elkaar in evenwicht zijn. Die vorm is een ellipsoïde waarvan de lange as gericht is naar het hemellichaam dat verantwoordelijk is voor de getijdenkracht op de Aarde. De evenwichtstheorie van het getij gaat uit van een geheel met water bedekte aarde, zonder continenten of andere obstakels, en neemt aan dat het water op aarde de vorm van de genoemde ellipsoïde aanneemt en dat de (bolvormige) Aarde daar, door de aardrotatie, onderdoor draait. Doordat het getij op aarde door twee hemellichamen wordt veroorzaakt, is de vorm die het water volgens deze theorie aanneemt niet één ellipsoïde maar de som van de twee ellipsoïden die het gevolg zijn van de gravitatie van de Maan en die van de Zon afzonderlijk.
De evenwichtstheorie gaat ervan uit dat er geen traagheid bestaat en dat er geen wrijving is tussen water en aarde, en dat daardoor de lange assen van de beide ellipsoïden steeds exact naar de getijverwekkende lichamen (Zon en Maan) gericht kunnen zijn.
Door verschillende factoren treden er periodieke variaties op in de vorm en de oriëntatie van de ellipsoïden. De belangrijkste factoren zijn de declinatie van zowel Maan als Zon, en de afstand tot die beide hemellichamen. Daarnaast zijn de werkelijke baansnelheid van de Maan en de werkelijke (schijnbare) baansnelheid van de Zon niet eenparig. De factoren die de periodieke variaties veroorzaken, worden in de evenwichtstheorie beschouwd als zogenaamde partiële getijden, die elk een eigen rotatiesnelheid hebben.
Het werkelijk optredende getij wijkt zeer sterk af van het evenwichtsgetij. Het evenwichtsgetij is desondanks bruikbaar als referentie waarmee het echte getij vergeleken kan worden. Het verschil tussen een component (partieel getij) van het evenwichtsgetij en diezelfde component van het hierna te behandelen astronomisch getij heeft op iedere plek op aarde een voor die plek constante waarde.

## Astronomisch getij
De watermassa is niet homogeen verdeeld over de aarde. De zeeën en oceanen zijn niet overal even diep en de kusten zijn grillig gevormd. Op de meeste breedtegraden is de baansnelheid van het aardoppervlak veel groter dan de maximale golfsnelheid, waardoor de getijgolf met de aarde meedraait en daardoor voorligt op de Zon en de Maan. Het Corioliseffect heeft daarnaast tot gevolg dat de getijgolf gaat draaien. Op veel plekken kan de getijgolf zich niet ongehinderd voortplanten doordat er landmassa's in de weg liggen. Het werkelijk optredende getij is daardoor niet simpel te berekenen uit het krachtenveld waardoor het veroorzaakt wordt. De hoeksnelheid van de partiële getijden is echter wel constant. Een partieel getij, zoals dat volgt uit het evenwichtsgetij, is voor te stellen als:
{\displaystyle Y(t)=fR\cos(\varphi +\omega t)}
waarin
Y (t)  = hoogte van component Y op tijdstip t
R = berekende amplitude van component Y
f = (kleine) correctiefactor voor de beweging van de maansknopen, vaak aangeduid als 'reductiefactor'
φ = fase (in graden) van component Y op t = 0 
ω = hoeksnelheid (in graden per uur) van component Y
Het werkelijke partiële getij voor een willekeurige plek kan dan worden uitgedrukt als:
{\displaystyle Y(t)=fH\cos(\varphi +\omega t-\kappa )}
waarin
H = werkelijke amplitude voor een gegeven plek
κ = kappagetal (in graden).
De amplitude H is van veel factoren afhankelijk maar voor een bepaalde plek constant en kan daar gemeten worden. Het kappagetal drukt uit hoeveel de harmonische component op de gegeven plek achterloopt op de fase die dezelfde component volgens het evenwichtsgetij heeft.
De hoek φ is de fase op t = 0 van het evenwichtsgetij. In verband met het publiceren van gegevens over het evenwichtsgetij zou het erg onhandig zijn als dat voor elke plek apart moest gebeuren. Daarom wordt doorgaans Greenwich gebruikt als referentielocatie voor het evenwichtsgetij, waarbij dan voor t = 0 geldt dat dat 0:00 UTC is. De hoek φ voor Greenwich wordt meestal aangeduid als het astronomisch argument v0. Voor Greenwich zelf is de werkelijke fase van de component dan in theorie de fase van het evenwichtsgetij (v0) verminderd met κ. Voor elke andere plek moet daar nog het verschil in lengte met Greenwich, vermenigvuldigd met de hoeksnelheid van de component, in verwerkt worden. Om praktische redenen wordt daarbij ook het kappagetal meegenomen in de term die nodig is om de fase in Greenwich te modificeren. Uiteindelijk wordt de hoek φ dan geschreven als v0 − g, waarin g het geografisch argument is, ook vaak aangeduid als verbeterd kappagetal. Hierin is zowel het kappagetal als het verschil in lengte met Greenwich verwerkt. Doordat ook de route die de getijgolf volgt van invloed is op de lokale fase van een component, wordt g voor elke locatie door middel van metingen bepaald. De amplitude H en het geografisch argument g zijn de getijconstanten voor een bepaalde plek. Ze zijn voor elke plek voor lange tijd constant en hoeven daardoor per locatie maar één keer bepaald te worden. Een partieel getij valt nu uit te drukken als:
{\displaystyle Y(t)=fH\cos(v_{0}-g+\omega t)}

## Harmonische analyse
Om voor een bepaalde plek voorspellingen over het getij te kunnen doen, wordt op (vaak langjarige) reeksen van waarnemingen aan de waterhoogte op die plek, de techniek van harmonische analyse toegepast. Hierbij wordt een fourieranalyse uitgevoerd op de grillige reeks data, om daaruit de harmonische componenten (ook wel partiële getijden genoemd) die samen het getij vormen te analyseren. Een harmonische component is niets anders dan een sinusvormige variatie met een bepaalde frequentie. Wanneer van alle harmonische componenten de frequentie, fase en amplitude bekend zijn, is het mogelijk ze in de tijd voort te zetten en bij elkaar op te tellen. Er zijn zo'n 400 componenten bekend, maar in de praktijk worden er minder gebruikt. Bij de Nederlandse kust, langs relatief ondiep water, zijn dit er 94; bij dieper water worden er minder gebruikt. Zolang de plaatselijke omstandigheden gelijk blijven — en de amplitude en fase van de harmonische componenten dus niet veranderen — kunnen hiermee zeer betrouwbare voorspellingen van het astronomisch getij worden gemaakt.

## Partiële getijden

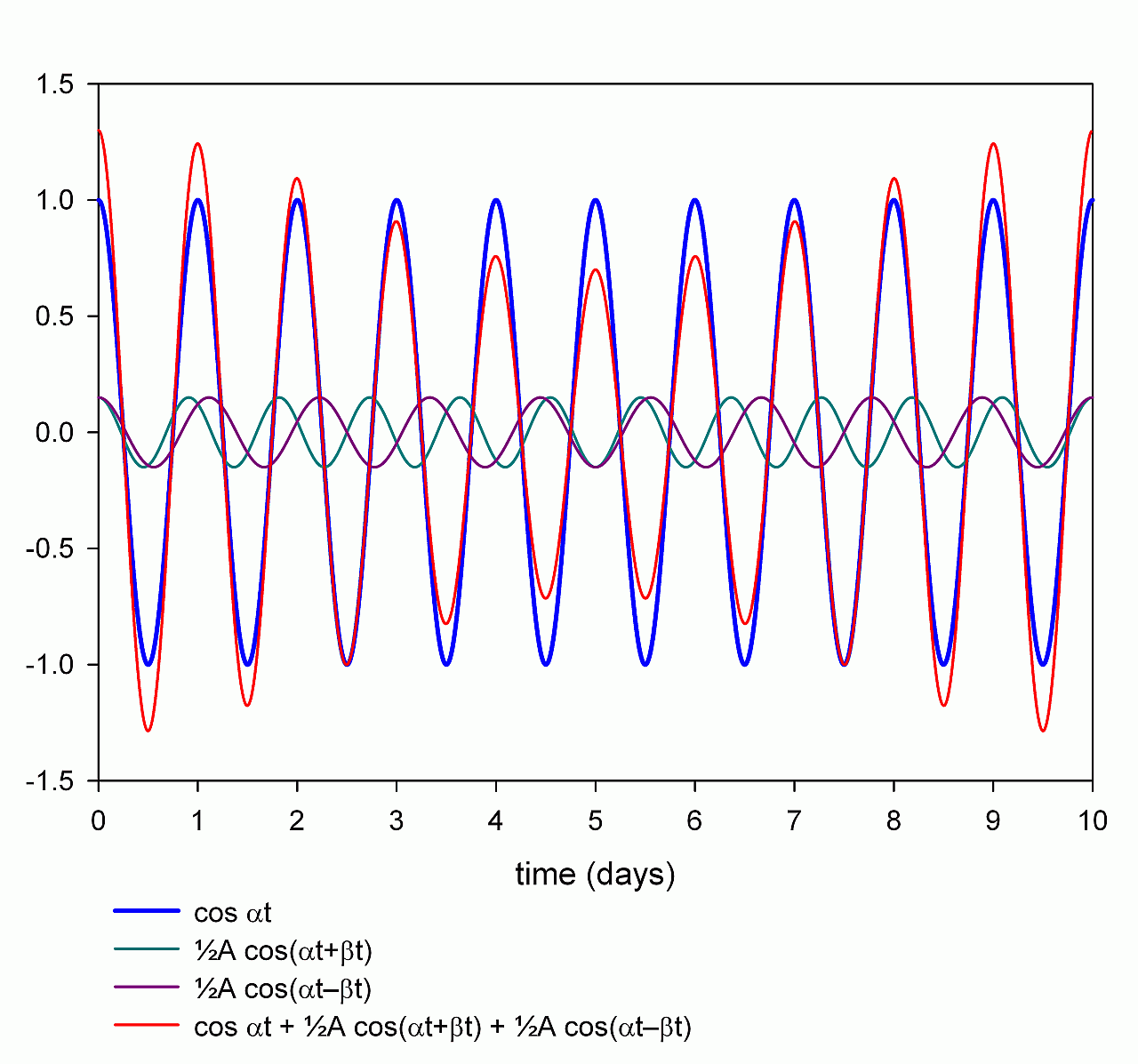
Cosinus met amplitude 1 en een hoeksnelheid van 360° per dag, waarbij opgeteld twee cosinussen met amplitude 0,15, de een met een 36° grotere, de ander met een 36° kleinere hoeksnelheid. De resultante is een periodieke beweging met periodiek variërende amplitude die ook beschreven kan worden met cos 360°t·(1+0,3 cos 36°t).

Doordat van zowel de Maan als de Zon de afstand tot de Aarde varieert, alsmede de declinatie, variëren ook de getijdenkrachten van deze twee lichamen periodiek, en daarmee ook de amplitudes van het dubbeldaags maansgetij M2 en het dubbeldaags zonsgetij S2. Zo'n periodieke variatie kan wiskundig op twee manieren worden uitgedrukt: (1) door het hoofdgetij van Maan of Zon (dat een constante amplitude heeft) te vermenigvuldigen met een factor die zelf een periodieke functie is waarvan de periode gelijk is aan die van de variatie, of (2) door bij het hoofdgetij twee harmonische componenten (cosinussen) op te tellen, waarvan de ene een hoeksnelheid heeft die een bepaald bedrag (de modulatie) kleiner is dan die van het hoofdgetij en de andere een hoeksnelheid die datzelfde bedrag groter is dan die van het hoofdgetij. De modulatie moet dan zo worden gekozen dat gedurende de periode van de variatie de beide toegevoegde harmonische componenten precies twee keer met elkaar in fase zijn en twee keer met elkaar in tegenfase. Dat laatste is het geval als de modulatie dezelfde waarde heeft als de hoeksnelheid van de variatie en dus, met andere woorden, dezelfde periode heeft als de variatie.
Met de vereenvoudiging dat de amplitude van hoofdcomponent  cos αt gelijkgesteld wordt aan 1, ziet dat er mathematisch zo uit:
methode (1):
{\displaystyle H(t)=\cos \alpha t\cdot (1+A\cos \beta t)}
methode (2):
{\displaystyle H(t)=\cos \alpha t+B\cos(\alpha t+\beta t)+B\cos(\alpha t-\beta t)}
waarin H(t)  de hoogte van het resulterende getij op tijdstip t is, α de hoeksnelheid van de hoofdcomponent, β de modulatie, en A en B willekeurige amplitudes.
Om nu aan te tonen dat met beide methoden exact hetzelfde effect bereikt wordt, moet bewezen worden dat vergelijking (1) mathematisch identiek is aan vergelijking (2). Het makkelijkst is om eerst uitdrukking (2) volledig uit te werken (met de rekenregels voor goniometrie) en daarna te vereenvoudigen:
{\displaystyle {\begin{aligned}&\cos \alpha t+B\cos(\alpha t+\beta t)+B\cos(\alpha t-\beta t)\ =\\&\cos \alpha t+B\cos \alpha t\cos \beta t-B\sin \alpha t\sin \beta t+B\cos \alpha t\cos \beta t+B\sin \alpha t\sin \beta t={\text{(}}-B\sin \alpha t\sin \beta t{\text{ en}}+B\sin \alpha t\sin \beta t{\text{ vallen tegen elkaar weg)}}\\&\cos \alpha t+2B\cos \alpha t\cos \beta t=\\&\cos \alpha t\cdot (1+2B\cos \beta t)\\\end{aligned}}}
Als A = 2B, met andere woorden, als B = 12A, staat er inderdaad exact hetzelfde.
De reden dat veel gebruik wordt gemaakt van de tweede methode, waarbij men drie termen met constante amplitude gebruikt, in tegenstelling tot de ene term met variërende amplitude in de eerste methode, is dat men bij de harmonische analyse van het getij, met behulp van een fourieranalyse, alleen componenten met een constante amplitude kan vinden en geen componenten met een periodiek variërende amplitude.

### Hoofdgetijden
In feite zijn er maar twee getijden: het dubbeldaags maansgetij en het dubbeldaags zonsgetij. Deze hebben echter geen constante amplitude. Het M2- en S2-getij zijn de dubbeldaagse getijden met een, voor een bepaalde plek op aarde, constante amplitude die het gemiddelde is voor die plek. Alle andere partiële getijden zijn ofwel modulaties op de hoofdgetijden, ofwel golven met een hogere frequentie die in ondiep water ontstaan.

#### M2-getij

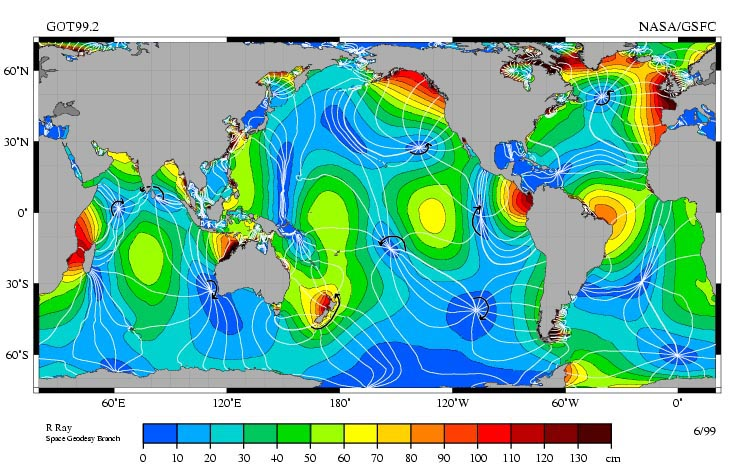
Het M_{2}-getij, zoals het zich voortplant. Lijnen zijn cotidal lines, van gelijke fase, kleuren geven de amplitude aan van klein (blauw) naar groot (rood).

In een siderische maand van 27 dagen, 7 uur, 43 minuten en 11,6 seconden (27,3217 dag) volbrengt de middelbare maan een volledige omloop om de Aarde, met een hoeksnelheid van 0,5490°/uur. De Aarde draait rond haar as in een siderische dag van 23 uur, 56 minuten en 4,09 seconden, wat betekent dat ze een hoeksnelheid van 15,0411°/uur heeft. De middelbare maan beweegt zich ten opzichte van een punt op de aarde dus met een hoeksnelheid van 14,4921°/uur, het verschil tussen de twee vermelde hoeksnelheden. De hoeksnelheid van het dubbeldaags maansgetij M2 is tweemaal zo groot: 28,9841°/uur, wat overeenkomt met een periode van 12 uur en 25,2 minuten. Hoog- en laagwater van dit getij vallen daardoor elke dag gemiddeld 50,4 minuten later dan de dag ervoor.

#### S2-getij
In een siderisch jaar van 365 dagen, 6 uur, 9 minuten en 9,76 seconden, volbrengt de Aarde een volledige omloop om de Zon, met een hoeksnelheid van 0,0411°/uur. De hoeksnelheid van de siderische rotatie van de aarde is 15,0411°/uur. Een punt op aarde heeft dus ten opzichte van de middelbare zon een hoeksnelheid van precies 15°/uur. De hoeksnelheid van het dubbeldaags zonsgetij S2 is het dubbele: 30°/uur, wat overeenkomt met een periode van 12 uur. Hoog- en laagwater van dit getij vallen daardoor elke dag op hetzelfde moment.
Doordat de getijdenkracht van de Maan gemiddeld 2,2 keer zo groot is als die van de Zon, is de amplitude van het S2-getij theoretisch gemiddeld 0,45 keer die van de Maan. In de praktijk kan die verhouding heel anders zijn.

### Elliptische getijden
De amplitude van het dubbeldaags maansgetij M2 varieert met de afstand van de Maan tot de Aarde. De periode van die variatie is één anomalistische maand, met een hoeksnelheid van 0,5444°/uur. Volgens de tweede wet van Kepler is de snelheid van een hemellichaam in een elliptische baan variabel. De variatie in de snelheid van de Maan heeft eveneens de periode van één anomalistische maand. Deze beide variaties worden samen verwerkt door bij M2 een component L2, met een hoeksnelheid van 28,9841 + 0,5444 = 29,5285°/uur, en een component N2, met een hoeksnelheid van 28,9841 − 0,5444 = 28,4398°/uur, op te tellen. L2 en N2 worden samen het dubbeldaags elliptisch maansgetij genoemd. Daarbij wordt L2 het klein dubbeldaags elliptisch maansgetij genoemd omdat het een kortere periode heeft dan M2, en N2 het groot dubbeldaags elliptisch maansgetij omdat de periode ervan langer is. Op dezelfde manier worden bij het zonsgetij S2 de componenten R2 en T2, die allebei 0,0411°/uur met S2 verschillen en samen het dubbeldaags elliptisch zonsgetij worden genoemd, opgeteld om de variatie in amplitude per anomalistisch jaar te verwerken. De letters 'M' en 'S' staan uiteraard voor 'Moon' en 'Sun'; de letters 'L', 'N', 'R' en 'T' staan nergens voor: het zijn gewoon de letters die om 'M' en 'S' heen staan.

### Declinatiegetijden
De declinatie van de Maan en de Zon is de hoek die deze hemellichamen maken met het vlak van de evenaar. De Zon staat twee keer per tropisch jaar boven de evenaar: tijdens de dag- en nachteveningen van 21 maart en 21 september. De declinatie is dan nul. Tijdens de zonnewendes van 21 juni en 21 december is de declinatie 23,5°. De declinatie van de Maan is twee keer per tropische maand nul: wanneer de Maan de evenaar passeert. Het baanvlak van de maan maakt een hoek van 5° met het vlak van de ecliptica. De maximale declinatie van de Maan varieert met de positie van de maansknopen. Als de klimmende knoop samenvalt met het lentepunt (de klimmende knoop van de Zon), dan is de maximale declinatie 28,5°. Als de klimmende knoop 9,3 jaar later samenvalt met het herfstpunt (de dalende knoop van de Zon), is de maximale declinatie van de Maan 18,5°. De Maan bereikt per tropische maand eenmaal haar grootste noordelijke declinatie en eenmaal haar grootste zuidelijke declinatie.

#### Amplitude
Met de declinatie van de Maan varieert ook de amplitude van het dubbeldaags maansgetij. Hoe verder de Maan boven of onder de evenaar staat, hoe kleiner de amplitude (bedenk dat er helemaal geen maansgetij zou zijn als de Maan boven een van de polen zou staan). Deze variatie in de amplitude van het getij wordt op dezelfde manier verwerkt als hierboven al is geschetst, onder 'partiële getijden' en 'elliptische getijden'. De periode van deze variatie is een halve tropische maand, en de hoeksnelheid 1,0980°/uur. Naast M2 vinden we daardoor een component met een hoeksnelheid van 28,9841 + 1,0980 = 30,0821°/uur (K2) en één met een hoeksnelheid van 28,9841 − 1,0980 = 27,8861°/uur (O2). Het zonsgetij varieert op dezelfde manier, met een periode van een half tropisch jaar, met een hoeksnelheid van 0,0821°/uur. Naast S2 vinden we daardoor een component met een hoeksnelheid van 30,0821°/uur (K2) en één met een hoeksnelheid van 29,9179°/uur. K2 van het maansgetij en die van het zonsgetij hebben beide dezelfde hoeksnelheid. Twee harmonische krommen met dezelfde hoeksnelheid maar niet noodzakelijk dezelfde fase, leveren, bij elkaar opgeteld, weer een harmonische kromme op, met dezelfde hoeksnelheid.
De beide componenten K2 kunnen met een fourieranalyse niet afzonderlijk onderscheiden worden, en worden daarom samen het dubbeldaags zons- en maansdeclinatiegetij K2 genoemd.
De hoeksnelheid van O2 is gelijk aan die van enkele andere, samengestelde, componenten. O2 vinden we in tabellen met partiële getijden daardoor zelden terug. Wél wordt meestal de samengestelde component NLK2 vermeld, met dezelfde hoeksnelheid. Voor de tweede component van het dubbeldaags zonsdeclinatiegetij ligt de naam U2 voor de hand. Die vinden we echter nergens. Wél wordt vaak een samengestelde component met dezelfde hoeksnelheid vermeld: 2SK2. Doordat componenten met dezelfde hoeksnelheid bij een fourieranalyse niet van elkaar onderscheiden kunnen worden, maakt het niet veel uit welk van de namen er wordt gekozen.

#### Dagelijkse ongelijkheid
De declinatie van de Maan is ook de oorzaak van de dagelijkse ongelijkheid, waarbij periodiek het ene hoogwater op een dag verhoogd is en het andere verlaagd. De dagelijkse ongelijkheid is nul als de Maan boven de evenaar staat, en maximaal als de Maan de maximale noordelijke of zuidelijke declinatie bereikt. De dagelijkse ongelijkheid heeft één cyclus per maansdag (het ene hoogwater verhoogd, het andere verlaagd). Om deze variatie met harmonische componenten uit te drukken, worden daarom aan het enkeldaags maansgetij M1 (hoeksnelheid 14,4921°/uur, de helft van M2) twee enkeldaagse partiële getijden toegevoegd die met elkaar in tegenfase zijn als de declinatie nul is, en in fase als de declinatie maximaal is. De periode van deze variatie is een tropische maand, en de hoeksnelheid 0,5490°/uur. We vinden dan een component met een hoeksnelheid van 14,4921 + 0,5490 = 15,0411°/uur (K1) en één met een hoeksnelheid van 14,4921 − 0,5490 = 13,9430°/uur (O1). Ook het zonsgetij kent een dagelijkse ongelijkheid als gevolg van de declinatie van de Zon. De variatie heeft hier een periode van een tropisch jaar, met een hoeksnelheid van 0,0411°/uur, en we vinden een component met een hoeksnelheid van 15,0 + 0,0411 = 15,0411°/uur (K1) en één met een hoeksnelheid van 15,0 − 0,0411 = 14,9589°/uur (P1). K1 van het maansgetij en die van het zonsgetij hebben beide dezelfde hoeksnelheid en kunnen daardoor bij een fourieranalyse niet van elkaar worden onderscheiden. Ze worden om die reden samen het enkeldaags zons- en maansdeclinatiegetij K1 genoemd.

### Evectiegetijden
De positie van de werkelijke Maan wijkt in meerdere of mindere mate af van die van de middelbare Maan. De afwijking als gevolg van de elliptische baan is hierboven al genoemd. De twee belangrijkste andere storingen zijn de evectie en de hierna nog te behandelen variatie, beide veroorzaakt door de gravitatie van de Zon. De evectie is afhankelijk van de excentriciteit van de baan van de Maan. Wanneer de Zon in lijn staat met de apsidenlijn van de maanbaan (de lijn die door het perigeum en apogeum gaat), is de baan meer langgerekt en de excentriciteit het grootst. Wanneer de Zon haaks op die lijn staat, is de baan meer gedrongen en de excentriciteit kleiner. Wanneer de excentriciteit van de baan groot is, ligt het perigeum dichter bij de Aarde en is het apogeum verder weg, zodat de variatie in de afstand van de Maan dan groter is. Deze variatie heeft uiteraard effect op de amplitude van het getij. De baansnelheid van de Maan is, volgens de tweede wet van Kepler, afhankelijk van de afstand tussen Aarde en Maan, hetgeen verklaart waarom de excentriciteit van de baan een effect heeft op de evectie. Ook het voor- of achterlopen van de Maan op de positie van de middelbare Maan heeft een effect op het M2-getij, dat immers de regelmatig bewegende middelbare Maan volgt. De evectionele periode, met andere woorden een volledige rotatie van de apsidenlijn ten opzichte van de Zon, duurt 411,78 dagen. In die periode is de excentriciteit twee keer maximaal en twee keer minimaal doordat de Zon tijdens een volledige omloop van de apsidenlijn twee keer in het verlengde daarvan staat, dus eens in de 205,89 dagen.
Ten opzichte van de Zon draait de Maan om de Aarde met een periode van een synodische maand, met een hoeksnelheid van 0,5079°/uur. De rotatie van de apsidenlijn ten opzichte van de Zon heeft een hoeksnelheid van 0,0364°/uur. Het verschil is 0,4715°/uur. De evectie van de Maan varieert dus met een periode van 360°24 × 0,4715 = 31,8119 dagen. De modulaties op het M2 getij zijn λ2 (labda), met een hoeksnelheid van 28,9841 + 0,4715 = 29,4556 en ν2 (nu), met een hoeksnelheid van 28,9841 − 0,4715 = 28,5126°/uur. Daarnaast zijn er nog de enkeldaagse modulaties ρ1 (rho), met een periode van 14,4921 − 1,0205 = 13,4715°/uur, en θ1 (theta), met een periode van 14,4921 + 1,0205 = 15,5126°/uur.

### Variatiegetijden
Nog een afwijking in de beweging van de Maan is de variatie, beschreven door Tycho Brahe na de maansverduistering van december 1590. Daarbij beweegt de Maan sneller dan gemiddeld wanneer ze naar nieuwe- en volle maan gaat, en langzamer wanneer ze naar de kwartierstanden gaat. Ook dit is het gevolg van de gravitatie van de Zon. De periode van deze variatie is een halve synodische maand, met een hoeksnelheid van 1,0159°/uur. De partiële getijden zijn μ2 (mu), met een hoeksnelheid van 28,9841 − 1,0159 = 27,9682°/uur, en een tweede component waarvan de hoeksnelheid exact gelijk is aan die van het S2-getij, en die daarom geen naam heeft.

### Ondiepwatergetijden

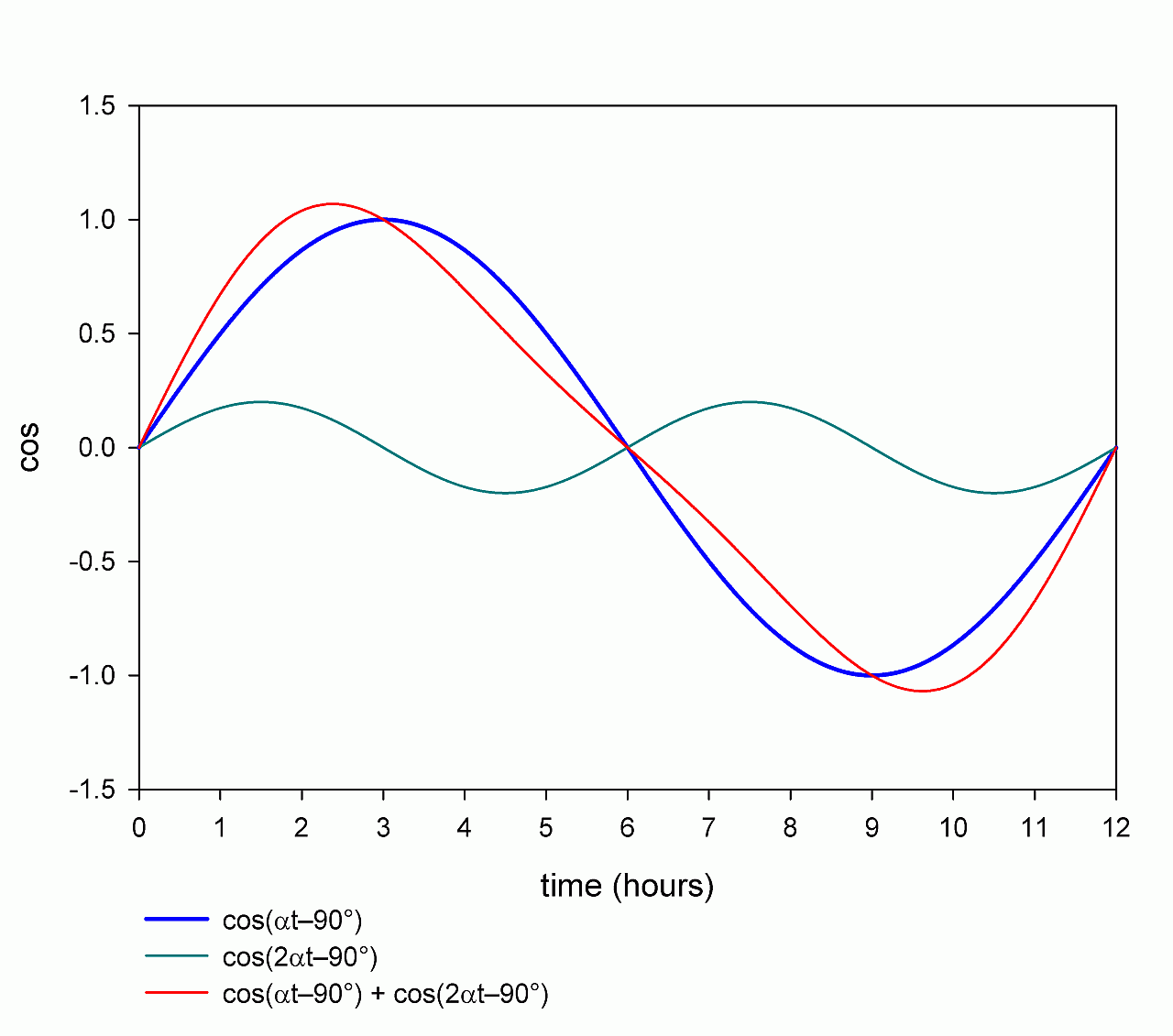
De som van een cosinus met een periode van 12 uur, en een cosinus met een periode van precies de helft, is een asymmetrische kromme.

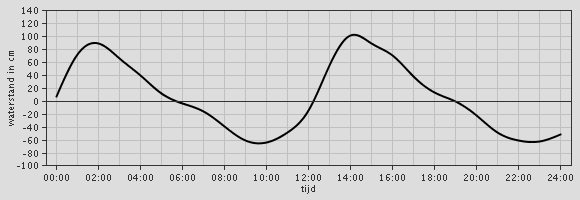
Voorbeeld van een asymmetrische getijcurve, veroorzaakt door ondiepwatergetijden: IJmuiden, 21 januari 2012 (bron: Rijkswaterstaat)

Wanneer de getijgolf terechtkomt in ondiep water, zoals de Noordzee, kan ze zich bij hoogwater sneller voortplanten dan bij laag (zie: voortplantingssnelheid van oppervlaktegolven). Dit is te vergelijken met de zeedeining die een strand nadert. De golf verandert van vorm: één kant wordt steiler, de andere minder steil. De partiële getijden die hierdoor met een fourieranalyse worden gevonden zijn niet te verklaren uit de beweging of afstand van Maan of Zon. Wél hebben ze hoeksnelheden die een geheel veelvoud zijn van een van die astronomische componenten. Naast M2 vinden we bijvoorbeeld M4, M6, M8 en eventueel nog hogere harmonische boventonen; naast S2 vinden we S4, S6, enzovoorts. Daarnaast vinden we samengestelde componenten, met een periode die samengesteld gedacht kan worden uit de periodes van enkeldaagse en (hoofdzakelijk) dubbeldaagse componenten. De meeste hebben daarom een naam gekregen die een combinatie is van de namen van die samenstellende getijden, waarbij het subscript (soms ook wel als normaal cijfer weergegeven) altijd het aantal periodes per dag aangeeft. Zo is 2MN6 = 2 × M2 + N2. 4MN6 is niet = 4 × M2 + N2, doordat dat 10 periodes per dag oplevert, wat niet klopt met het subscript 6, maar het is 4 × M2 − N2, wat inderdaad 6 periodes per dag oplevert. Een ander voorbeeld: 3M2S2 = 3 × M2 − 2 × S2.

### Doodsons codering van de partiële getijden
De amplitude en de timing van het getij worden bepaald door de relatieve bewegingen van Zon en Maan ten opzichte van de Aarde. Deze bewegingen zijn met slechts een handvol parameters te beschrijven. De Britse oceanograaf Arthur Thomas Doodson (1890-1968) maakte hiervan gebruik door de partiële getijden te coderen aan de hand van zes parameters.
De door Doodson gekozen parameters zijn:
- T = middelbare maanstijd; functie van de aardrotatie ten opzichte van de Maan, hoeksnelheid 14,4920521°/uur
- s = middelbare lengte van de Maan; functie van de siderische omloop van de Maan om de Aarde, hoeksnelheid 0,5490165°/uur
- h = middelbare lengte van de Zon; functie van de siderische omloop van de Aarde om de Zon, hoeksnelheid 0,0410686°/uur
- p = lengte van het perigeum; functie van de siderische rotatie van de apsidenlijn van de Maan, hoeksnelheid 0,0046418°/uur
- N = lengte van de klimmende maansknoop; functie van de siderische omloop van de maansknoop over de ecliptica, hoeksnelheid −0,0022064°/uur
- ps = lengte van het perihelium; functie van de siderische rotatie van de apsidenlijn van de baan van de Aarde, hoeksnelheid 0,00000196°/uur

Alle andere fenomenen kunnen uit deze parameters worden afgeleid. Zo is T + s − h = 15°/uur, de rotatiesnelheid van de Aarde ten opzichte van de Zon, en 360°24(s − h) = 29,53 dagen, de lengte van de synodische maand.
Ook van elk partieel getijde is uit te drukken hoe dat is samengesteld uit de zes primaire parameters. Doodson gebruikte dit om een eenvoudige en overzichtelijke code aan elk partieel getijde toe te kennen. Zo is de hoeksnelheid van M2 uit te drukken als 2 × T en 0 × alle andere parameters: 2,0,0,0,0,0. Component ν2 is uit te drukken als 2 × T, −1 × s, 2 × h, −1 × p en 0 × de parameters N en ps: 2,−1,2,−1,0,0. Deze codering staat bekend als de Doodson-coëfficiënten.

### Beknopt overzicht van enkele partiële getijden
In de onderstaande tabel zijn de in de tekst genoemde partiële getijden te vinden. Van elke component zijn de hoeksnelheid, de periode en de Doodson-coëfficiënten opgenomen. Niet vermeld is de amplitude omdat die van plek tot plek sterk verschilt. Het belang van de genoemde componenten voor het getij kan dus niet uit de tabel worden opgemaakt.
| Kenletter  | Hoeksnelheid (°/uur) | Periode                    | Doodson-coëfficiënten | Doodson-coëfficiënten | Doodson-coëfficiënten | Doodson-coëfficiënten | Doodson-coëfficiënten | Doodson-coëfficiënten | Benaming                                  |
| Kenletter  | Hoeksnelheid (°/uur) | Periode                    | T                     | s                     | h                     | p                     | N                     | ps                    | Benaming                                  |
| ---------- | -------------------- | -------------------------- | --------------------- | --------------------- | --------------------- | --------------------- | --------------------- | --------------------- | ----------------------------------------- |
| M2         | 28,9841              | 12 uur 25 minuten          | 2                     | 0                     | 0                     | 0                     | 0                     | 0                     | dubbeldaags maansgetij                    |
| S2         | 30                   | 12 uur                     | 2                     | 2                     | −2                    | 0                     | 0                     | 0                     | dubbeldaags zonsgetij                     |
| Mm         | 00,5444              | 27 dagen 13 uur 19 minuten | 0                     | 1                     | 0                     | −1                    | 0                     | 0                     | maandelijks maansgetij                    |
| ρ1 (rho)   | 13,4715              | 26 uur 43 minuten          | 1                     | −2                    | 2                     | −1                    | 0                     | 0                     | groot enkeldaags evectiegetij             |
| O1         | 13,9430              | 25 uur 49 minuten          | 1                     | −1                    | 0                     | 0                     | 0                     | 0                     | enkeldaags maansdeclinatiegetij           |
| P1         | 14,9589              | 24 uur 4 minuten           | 1                     | 1                     | −2                    | 0                     | 0                     | 0                     | enkeldaags zonsdeclinatiegetij            |
| K1         | 15,0411              | 23 uur 56 minuten          | 1                     | 1                     | 0                     | 0                     | 0                     | 0                     | enkeldaags zons- en maansdeclinatiegetij  |
| θ1 (theta) | 15,5126              | 23 uur 12 minuten          | 1                     | 2                     | −2                    | 1                     | 0                     | 0                     | klein enkeldaags evectiegetij             |
| O2         | 27,8861              | 12 uur 55 minuten          | 2                     | −2                    | 0                     | 0                     | 0                     | 0                     | groot dubbeldaags maansdeclinatiegetij    |
| μ2 (mu)    | 27,9682              | 12 uur 52 minuten          | 2                     | −2                    | 2                     | 0                     | 0                     | 0                     | groot dubbeldaags maansvariatiegetij      |
| N2         | 28,4397              | 12 uur 40 minuten          | 2                     | −1                    | 0                     | 1                     | 0                     | 0                     | groot dubbeldaags maanselliptisch getij   |
| ν2 (nu)    | 28,5126              | 12 uur 38 minuten          | 2                     | −1                    | 2                     | −1                    | 0                     | 0                     | groot dubbeldaags evectiegetij            |
| λ2 (labda) | 29,4556              | 12 uur 13 minuten          | 2                     | 1                     | −2                    | 1                     | 0                     | 0                     | klein dubbeldaags evectiegetij            |
| L2         | 29,5285              | 12 uur 11 minuten          | 2                     | 1                     | 0                     | −1                    | 0                     | 0                     | klein dubbeldaags maanselliptisch getij   |
| T2         | 29,9589              | 12 uur 1 minuut            | 2                     | 2                     | −3                    | 0                     | 0                     | 0                     | groot dubbeldaags zonselliptisch getij    |
| R2         | 30,0411              | 11 uur 59 minuten          | 2                     | 2                     | −1                    | 0                     | 0                     | 0                     | klein dubbeldaags zonselliptisch getij    |
| K2         | 30,0821              | 11 uur 58 minuten          | 2                     | 2                     | 0                     | 0                     | 0                     | 0                     | dubbeldaags zons- en maansdeclinatiegetij |
| 3M2S2      | 26,9523              | 13 uur 21 minuten          | 2                     | −4                    | 4                     | 0                     | 0                     | 0                     | 3 × M2 - 2 × S2                           |
| NLK2       | 27,8861              | 12 uur 55 minuten          | 2                     | −2                    | 0                     | 0                     | 0                     | 0                     | N2 + L2 − K2                              |
| 2SK2       | 29,9179              | 12 uur 2 minuten           | 2                     | 2                     | −4                    | 0                     | 0                     | 0                     | 2 × S2 − K2                               |
| M4         | 57,9682              | 6 uur 13 minuten           | 4                     | 0                     | 0                     | 0                     | 0                     | 0                     | 2 × M2                                    |
| S4         | 60                   | 6 uur                      | 4                     | 4                     | −4                    | 0                     | 0                     | 0                     | 2 × S2                                    |
| 2MN6       | 86,4079              | 4 uur 10 minuten           | 6                     | −1                    | 0                     | 1                     | 0                     | 0                     | 2 × M2 + N2                               |
| 4MN6       | 87,4967              | 4 uur 7 minuten            | 6                     | 1                     | 0                     | −1                    | 0                     | 0                     | 4 × M2 − N2                               |

## Getijdentypen

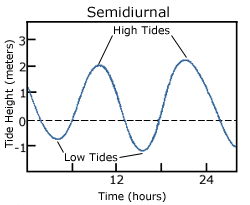
Dubbeldaags getij

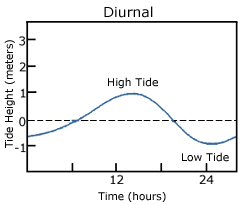
Enkeldaags getij

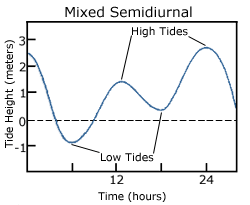
Gemengd dubbeldaags getij

De belangrijkste componenten van de getijdenkrachten zijn de enkeldaagse en de dubbeldaagse componenten. Welke de sterkste waterbeweging veroorzaakt in een zee, hangt af van de sterktes van deze componenten en van de resonantiefrequenties van die zee. De sterktes van de componenten worden bepaald door de geografische breedte. De resonantiefrequenties van de zee worden bepaald door de vorm van die zee. Er wordt onderscheid gemaakt tussen drie types.

### Dubbeldaags getij
Bij een dubbeldaags getij is er in iets meer dan een etmaal tweemaal hoogwater en tweemaal laagwater, waarbij de beide hoogwaters min of meer even hoog, en de beide laagwaters ongeveer even laag komen. Springtij treedt op met tussenpozen van 14 3/4 dag, namelijk ongeveer twee dagen na volle of nieuwe maan. De tijdstippen van hoog- en laagwater vallen iedere dag ongeveer een uur later dan die op de vorige dag. Wanneer het getij een halve cyclus van de Maan heeft doorlopen, vallen de hoog- en laagwaters weer ongeveer op hetzelfde tijdstip als aan het eind van de vorige halve cyclus. De hoogwaters op de dag van springtij vallen dus altijd op voor die locatie ongeveer vaste tijdstippen. Doodtij valt zeven dagen na springtij. Het dubbeldaags getij treedt op in de Indische Oceaan, de Atlantische Oceaan met uitzondering van de Golf van Mexico, Nieuw-Zeeland, de Oostkust van Australië, grote delen van de Westkust van Midden- en Zuid-Amerika en enkele andere verspreid liggende gebieden.

### Enkeldaags getij
Bij enkeldaags getij is er eenmaal per dag hoogwater en eenmaal per dag laagwater. Enkeldaags getij komt voor in de Golf van Mexico, de Zee van Ochotsk, de Zuid-Chinese Zee, het noordwestelijk deel van de Golf van Thailand, en in de Javazee.

### Gemengd getij
Bij een gemengd getij is er op bijna alle dagen een groot verschil tussen de hoogtes van de beide hoogwaters en die van de beide laagwaters. Op sommige dagen heeft het getij het karakter van een enkeldaags getij, maar over het algemeen zijn er twee hoogwaters per etmaal. Dit getijdentype komt voornamelijk voor in de Grote Oceaan.

## Springtij en doodtij
In een synodische maand van 29 dagen, 12 uur en 44 minuten staan de Zon, de Aarde en de Maan tweemaal op één lijn – bij volle en nieuwe maan. Hierbij versterken de getijdenkrachten van de Maan en Zon elkaar en treden er hogere hoogwaterstanden en lagere laagwaterstanden op. Dit is springtij. Bij het eerste en laatste kwartier verzwakken de getijdenkrachten elkaar en treden er minder hoge hoogwaterstanden en minder lage laagwaterstanden op. Dit is het doodtij.

## Getijden in Europa

### Noordzee

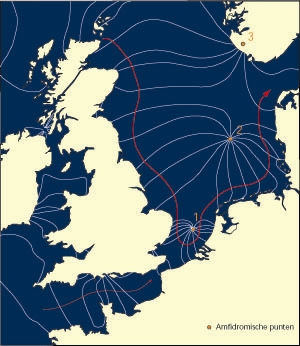
Getijgolf in de Noordzee

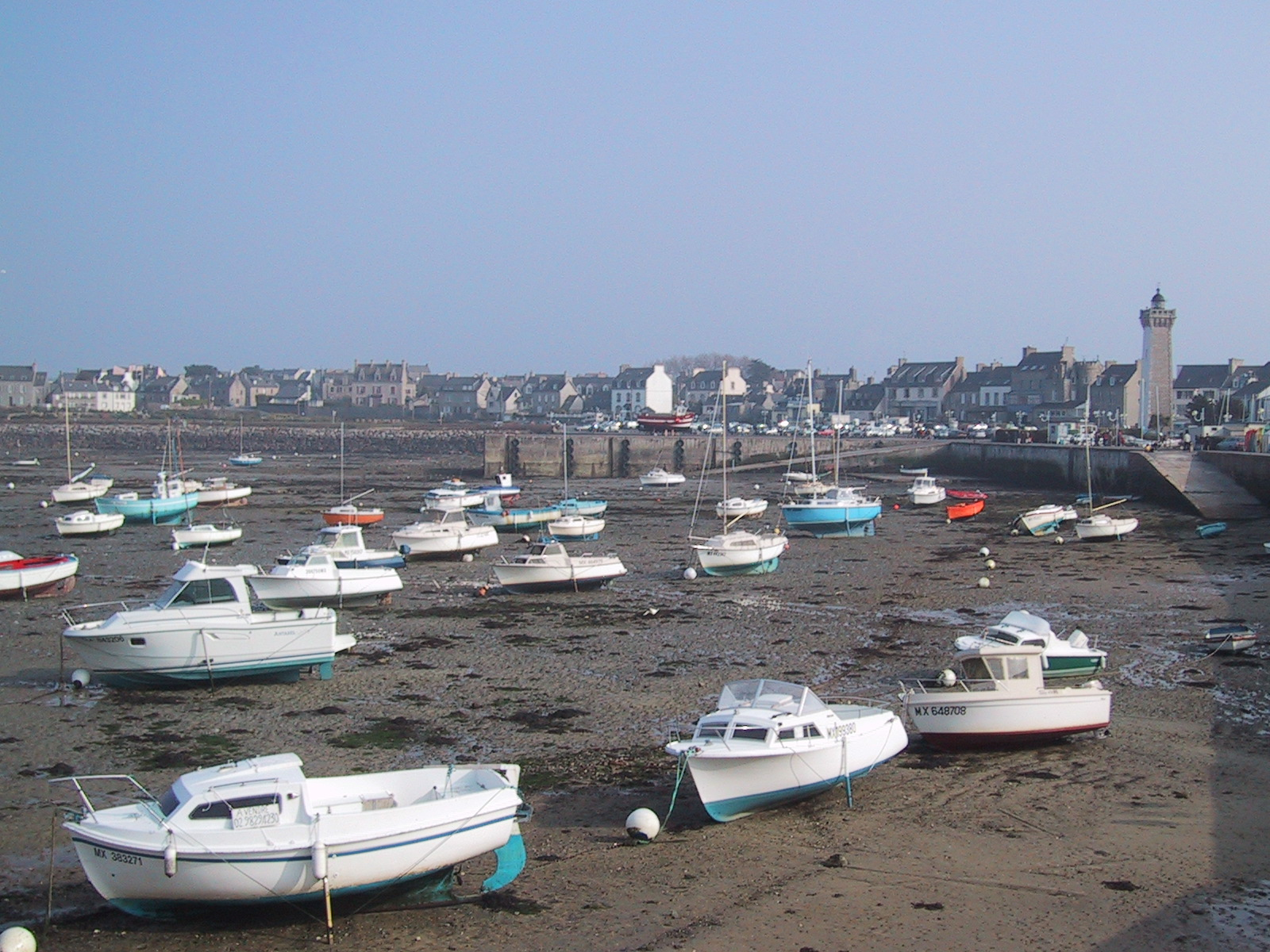
Laag water aan de kust van Bretagne

De Noordzee heeft een uitgesproken dubbeldaags getij. De getijdenbeweging in de Noordzee wordt veroorzaakt door twee getijgolven.
- De eerste getijgolf komt vanuit het zuiden, vanaf de Atlantische Oceaan via het Nauw van Calais de Noordzee binnen. Deze getijgolf wordt in de zuidelijke Noordzee tegen de wijzers van de klok in omgebogen en versmelt in dit gebied met de getijgolf uit het noorden. Ze is voor de Noordzee van geringere invloed.
- De tweede getijgolf komt vanuit het noorden vanaf de Atlantische Oceaan om Schotland heen de Noordzee binnen en beweegt zich vervolgens eerst langs de oostkust van Schotland en Engeland zuidwaarts. Zij wordt tegen de wijzers van de klok in omgebogen in het nauwere zuidelijke deel van de Noordzee om zich, na versmelting met de restanten van de zuidelijke getijgolf, verder in noordoostelijke richting langs de kust van Nederland, Duitsland en Denemarken voort te bewegen.

Karakteristiek voor met name de zuidelijke Noordzee is de geringe dagelijkse ongelijkheid, ondanks de ligging op grotere breedtegraad. Dit komt doordat de twee getijgolven die het getij in de Noordzee bepalen een halve dag met elkaar in leeftijd verschillen. Wanneer de ene golf als gevolg van de dagelijkse ongelijkheid verhoogd is, dan is de andere juist verlaagd, en omgekeerd.
De tijden waarop eb en vloed optreden op een punt langs de kust worden sterk bepaald door de lokale geografie.
Voor de Nederlandse kust geldt dat de tijden van hoog- en laagwater zich vrij regelmatig verlaten vanaf de Wielingen tot aan Delfzijl. Het gemiddeld havengetal (tijd tussen doorgang van de Maan door de plaatselijke meridiaan en het eerstvolgende hoogwater) is voor Vlissingen 0 uur en 52 minuten, voor Hoek van Holland 1 uur en 30 minuten, IJmuiden 2 uur 37, Den Helder 7 uur 4, Harlingen 9 uur 7, en Delfzijl 11 uur en 11 minuten. Het getijverschil (verschil in waterhoogte van hoog- en laagwater) bedraagt bij Vlissingen gemiddeld ongeveer 382 cm. Bij Hoek van Holland is dat slechts 169 cm, en bij Den Helder 137 cm. Daarna neemt het echter weer toe: bij Harlingen is het 201 cm en bij Delfzijl 299 cm.

### Middellandse Zee
De Middellandse Zee heeft bijna geen getijden. Het verschil tussen hoog- en laagwater bedraagt gemiddeld maar ongeveer 15 centimeter. Deze binnenzee is te klein om een eigen getijde te laten ontstaan, en het getij in de Middellandse Zee wordt dus hoofdzakelijk bepaald door de getijgolf die van de Atlantische Oceaan via de nauwe Straat van Gibraltar binnenkomt. De hoeveelheid water die daar per getij kan passeren kan slechts een kleine getijdenbeweging in de Middellandse Zee in stand houden.

## Niveauvlakken
Er zijn verschillende niveauvlakken gedefinieerd. Een aantal daarvan is eenvoudig uit te drukken in een harmonische formule van partiële getijden, maar bij de astronomische getijden zijn deze zeer ingewikkeld. Een aantal is gebaseerd op waarnemingen over een periode van 19 jaar, de Metoncyclus. Enkele waterstanden worden gebruikt als reductie- of hoogteherleidingsvlak.
| Waterstanden                   | Waterstanden | Waterstanden                  | Waterstanden      | Waterstanden | Waterstanden            | Waterstanden                                   |
| Naam                           | Afkorting    | Engelse naam                  | Engelse afkorting | Definitie | Harmonische formule     | Reductievlak                                   |
| ------------------------------ | ------------ | ----------------------------- | ----------------- | --- | ----------------------- | ---------------------------------------------- |
| Middenstandsvlak               |              | Mean sea level                | MSL               | De gemiddelde hoogte van het zeeoppervlak bij een meetstation voor alle fases van het getij over een periode van 19 jaar, over het algemeen bepaald aan de hand van uurlijkse opnames gemeten ten opzichte van een vast referentievlak | Z0                      |                                                |
| Dubbeldaags getij              |              |                               |                   | |                         |                                                |
| Gemiddeld hoogwaterspring      |              | Mean high water spring        | MHWS              | De gemiddelde hoogte van hoogwater tijdens springtij | Z0 + M2 + S2            |                                                |
| Gemiddeld hoogwaterdoodtij     |              | Mean high water neap          | MHWN              | De gemiddelde hoogte van hoogwater tijdens doodtij | Z0 + M2 − S2            |                                                |
| Gemiddeld laagwaterdoodtij     |              | Mean low water neap           | MLWN              | De gemiddelde hoogte van laagwater tijdens doodtij | Z0 − M2 + S2            |                                                |
| Gemiddeld laagwaterspring      |              | Mean low water spring         | MLWS              | De gemiddelde hoogte van laagwater tijdens springtij | Z0 − M2 − S2            |                                                |
| Enkeldaags getij               |              |                               |                   | |                         |                                                |
| Gemiddeld hoog-hoogwater       |              | Mean higher high water        | MHHW              | De gemiddelde hoogte van hoog-hoogwater op een locatie over een periode van 19 jaar | Z0 + M2 + K1 + O12      |                                                |
| Gemiddeld laag-hoogwater       |              | Mean lower high water         | MLHW              | | Z0 + K1 + O1 − M2       |                                                |
| Gemiddeld hoog-laagwater       |              | Mean higher low water         | MHLW              | | Z0 + M2 − K1 + O12      |                                                |
| Gemiddeld laag-laagwater       |              | Mean lower low water          | MLLW              | De gemiddelde hoogte van laag-laagwater op een locatie over een periode van 19 jaar | Z0 − M2 + K1 + O12      | NOAA                                           |
| Astronomisch getij             |              |                               |                   | |                         |                                                |
| Hoogste astronomische getij    |              | Highest astronomical tide     | HAT               | Het hoogste getijdenniveau dat voorspeld kan worden onder gemiddelde meteorologische omstandigheden en onder elke combinatie van astronomische omstandigheden                                                                          |                         |                                                |
| Laagste astronomische getij    |              | Lowest astronomical tide      | LAT               | Het laagste getijdenniveau dat voorspeld kan worden onder gemiddelde meteorologische omstandigheden en onder elke combinatie van astronomische omstandigheden                                                                          |                         | onder andere UKHO en de Dienst der Hydrografie |
| Langjarige gemiddelden         |              |                               |                   | |                         |                                                |
| Gemiddeld hoogwater            |              | Mean high water               | MHW               | De gemiddelde hoogte van hoogwater op een locatie over een periode van 19 jaar |                         |                                                |
| Gemiddeld hoog-hoogwaterspring | GHHWS        | Mean higher high water spring | MHHWS             | |                         |                                                |
| Gemiddeld laag-laagwaterspring | GLLWS        | Mean lower low water spring   | MLLWS             | |                         | onder andere Dienst der Hydrografie            |
| Andere getijden                |              |                               |                   | |                         |                                                |
| Hoogwater                      | HW           | High water                    | HW                | Het hoogste niveau dat op een locatie bereikt wordt in één oscillatie |                         |                                                |
| Hoog-hoogwater                 | HHW          | Higher high water             | HHW               | Het hoogste van de twee hoogwaters op één dag bij een gemengd getij |                         |                                                |
| Laagwater                      | LW           | Low water                     | LW                | Het laagste niveau dat op een locatie bereikt wordt in één oscillatie |                         |                                                |
| Laag-laagwater                 | LLW          | Lower low water               | LLW               | Het laagste van de twee laagwaters op één dag bij een gemengd getij |                         |                                                |
|                                |              | Indian spring low water       | ISLW              | Een willekeurig niveauvlak dat ongeveer overeenkomt met het vlak van gemiddeld laag-laagwaterspring | Z0 − M2 + S2 + K1 + O12 |                                                |
|                                |              | Mean low water                | MLW               | De gemiddelde hoogte van laagwater op een locatie over een periode van 19 jaar | Z0 − M2                 | Oostkust van VS                                |
|                                |              | Lowest predicted low water    | LPLW              | Het vlak waar het tij zelden onder komt | Z0 − 1,2 (M2 + S2 + K1) | voorheen Frankrijk                             |